# Corning, Arkansas
Corning là một thành phố thuộc quận Clay, tiểu bang Arkansas, Hoa Kỳ. Năm 2010, dân số của thành phố này là 3377 người.

## Dân số
- Dân số năm 2000: 3679 người.
- Dân số năm 2010: 3377 người.